# Psacalium beamanii
Psacalium beamanii là một loài thực vật có hoa trong họ Cúc. Loài này được H.Rob. miêu tả khoa học đầu tiên năm 1978.